# Krumvíř
Krumvíř (německy Grumwirsch) je obec v okrese Břeclav v Jihomoravském kraji. Leží čtyři kilometry východně od města Klobouky u Brna, dvacet kilometrů severovýchodně od Hustopečí a 23 kilometrů západně od Hodonína. Žije zde přibližně 1 300 obyvatel.

## Název
Název vesnice se v písemné podobě vyvíjelo od varianty Grunwizen (1350) přes Gruenwisch (1371), Gronvíř (1436), Cronwize a Kronvíř (1459), Cromwiz (1506), Gromwirz (1595), Kromwierž (1673), Grumwirž a Krumwirž (1846) po Grumwirsch a Krumvíř (1872). Místní jméno bylo odvozeno od německého grüne Wiese ("zelená louka"). Do češtiny bylo přejato nejprve v podobě Krumvíz, která byla následně přikloněna ke jménům zakončeným na -íř (například Kroměžíř). Pojmenování je rodu mužského. Skloňuje se podle vzoru „stroj“, ale zdomácnělý je i tvar Grumvíř podle vzoru „les“. Dříve se tradoval původ jména od hromového víru (Hromovír), který se údajně při povodních ozýval pod osadou. Ještě v roce 1868 byl v obci založen čtenářský spolek Hromovír a Domovopisný sborník Hustopečsko takto v roce 1928 vznik názvu vysvětloval.

## Historie
První písemná zmínka o obci pochází z roku 1350 (in villa Grunwizen), období vlády Karla IV., ačkoli její vznik se odhaduje už z doby kolonizace českých zemí v průběhu 13. století. V roce 1350 coby zemanský statek náležely Alšíkovi z Krumvíře. Zemské desky kraje brněnského z té doby uvádí latinizované německé jméno Grunwiezen. V roce 1358 byla jako majitelka vedena Alžběta z Krumvíře, roku 1371 Jakub z Bojanovic. Církevně Krumvíř náležel ke kloboucké farnosti, jež byla zřízena při kostele sv. Vavřince ve 13. století, a zůstal pod ní až do roku 1872.
Již ve 14. století byly výnosnou hospodářskou složkou tři krumvířské rybníky na Spáleném potoku (Gronvíř, Hrubý či Horní, dále Prostřední neboli Čistý a Za dvorkem) a menší Rybníček na potoku Kašnice. V druhé polovině 15. století probíhaly o rybníky vleklé soudní spory. Počátkem 15. století byl Krumvíř stále v držení boleradických Kunštátů, do roku 1448 byl jeho majitelem Boček z Kunštátu. Za uherských válek, snad už od roku 1470 byla však osada vypleněna a v letech 1492 a 1506 již byla vedena jako pustá. V druhé polovině 15. století zanikly i další okolní osady: Divice, Harasy (Harasice), Kamenec, Kloboučky a Nesklovice.
Roku 1492 prodal Boček Kuna z Kunštátu pustou ves Václavu z Ludanic a na Jemnici, jenž ji roku 1506 dále prodal Jindřichovi z Lipé. Tím byl Krumvíř připojen k hodonínskému panství, s nímž zůstal ve spojení po další čtyři století. Rod z Lipé již od 14. století držel nedaleké Čejkovice a v 15. století skupoval další okolní vsi. Po Jindřichovi se střídali v držení Hodonínska Jan, Pertold a bezdětný Čeněk V., po němž panství převzal synovec Jan IV. z Lipé. Ten v roce 1594 prodal celé panství s tehdy již osídleným Krumvířem hraběti Juliu Salmovi z Neuburku. Páni z Lipé byli stoupenci jednoty bratrské, a tak i v Krumvíři byla roku 1581 připomínána modlitebna bratrského sboru (pozdější zvonice). Kolem roku 1550 se zde usadili i němečtí novokřtěnci (habáni), císařským dekretem ze 17. září 1622 však ze země vypovězení. Juliův syn Weikhart Salm prodal panství roku 1600 uherskému šlechtici Štěpánu Illyésházymu, jenž je chtěl předat své manželce Kateřině z Erdödu, ale než se tak stalo, byl obžalován z velezrady a jeho statky zabaveny. Později se domohl milosti a panství bylo po jeho smrti převedeno vdově, která je roku 1614 prodala svému švagrovi Zdeňku Žampachovi z Potenštejna, rozhodnému katolíkovi v císařských službách. Na počátku třicetileté války měl Krumvíř 270 obyvatel v 41 osídlených domech, převážně nekatolického vyznání, po potlačení stavovské vzpoury však probíhala v celé zemi násilná rekatolizace. Zdeněk Žampach zemřel roku 1639 bezdětný a stejně tak i další majitel panství, jeho synovec Jindřich Burian ze Žampachu, jehož synovec Jan Burian ze Žampachu v roce 1647 odkázal panství své ženě Anně Heleně Kateřině Jakardovské ze Sudic. Od ní převzal Krumvíř i s Brumovicemi, Kobylím, Morkůvkami a Čejčem otec Jan Jakardovský ze Sudic.

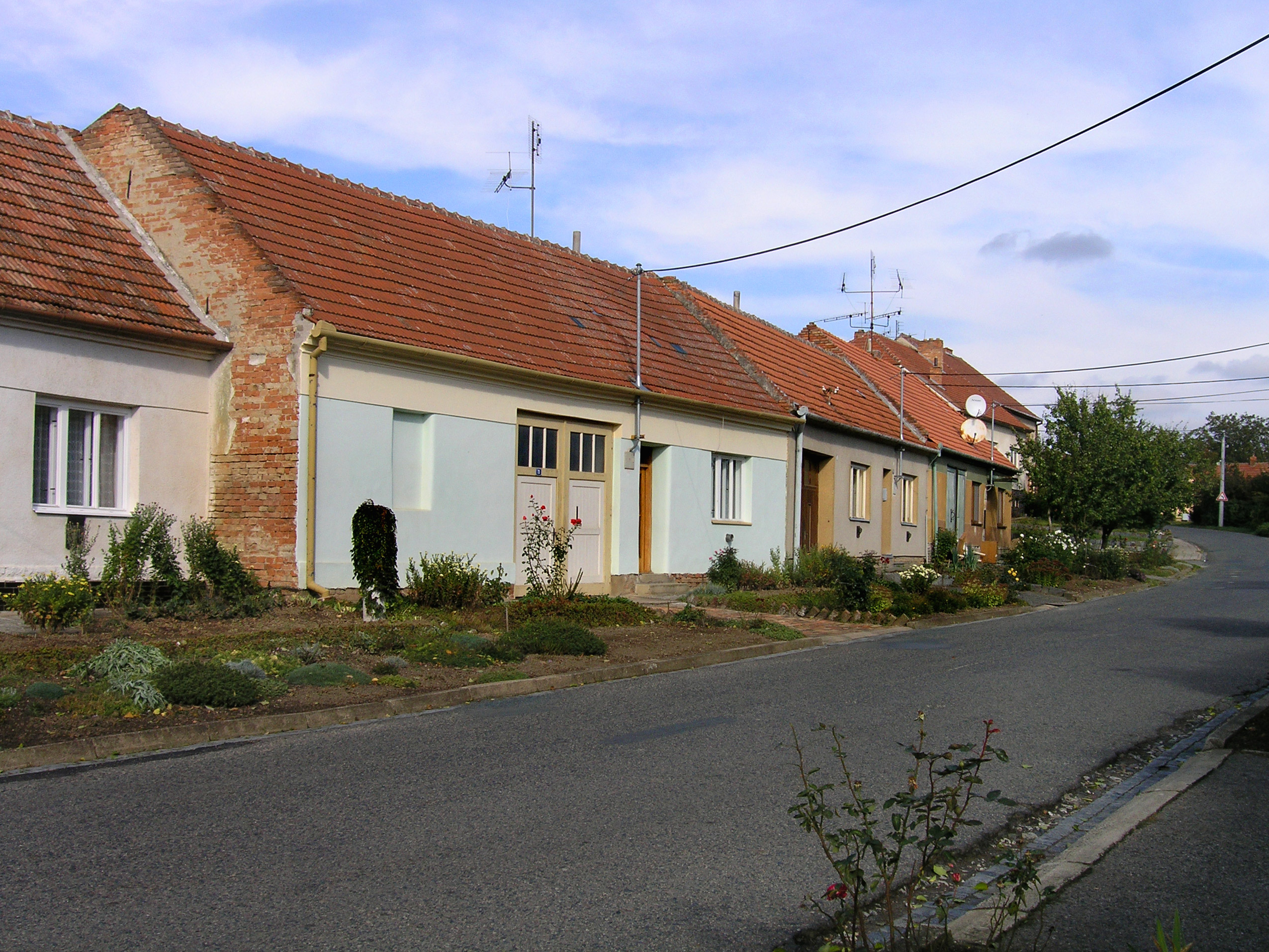
Severní část obce

V převodní smlouvě roku 1648 už byl Krumvíř opět označen jako pustý bez jediného obyvatele, Jan Jakardovský však podporoval osídlování, a tak zde 8 let po třicetileté válce bylo vedeno 5 osídlených stavení, o 3 roky později již 10 (s 60 obyvateli) a v roce 1691 26 osídlených domů. Po několika desetiletích se začaly obhospodařovat i panské rybníky. Roku 1667 majitel panství zemřel a vdova prodala Krumvíř s dalšími obcemi manželu své tehdy již zesnulé dceři, hraběti Bedřichu z Oppersdorfu. Ten v roce 1692 prodal celé hodonínské panství Janu Adamovi, hraběti z Liechtenštejna a po jeho smrti si je rozdělily jeho dcery Marie Alžběta a Marie Antonie. Druhá z nich sestřin podíl odkoupila, roku 1731 se podruhé provdala za hraběte Hrzána z Harasova a po její smrti roku 1750 panství zdědily její děti z prvního manželství, Josef Czobor a Marie Antonie. Následujícího roku Czobor vykoupil sestřin podíl, zadlužil se však a celé panství bylo zprvu svěřeno do správy sestře, poté hraběti Gavrlanimu, ale nakonec jej 25. června 1762 vykoupil z konkurzu od zemského soudu císař František Lotrinský, manžel Marie Terezie.
V roce 1774 vznikla mezi Krumvířem a Čejčem nová osada Terezín, která ukrojila část z krumvířského katastru. Roku 1780 již Krumvíř čítal 69 domů s 390 obyvateli. Rybníky se však už v tereziánském katastru neuváděly, neboť byly v polovině 18. století odvodňovány a vysušeny (Kobylské jezero bylo zrušeno až roku 1835). Rok 1785 přinesl založení osady Kašnice mezi Krumvířem a Klobouky, již osídlilo 36 rodin reformovaných evangelíků z východních Čech. V letech 1805 a 1809 na kraj dolehlo rekvírování procházejících francouzských vojsk císaře Napoleona. Ve 20. letech byla zpevněna silnice z Čejče přes Terezín a Krumvíř do Těšan, do té doby jen místy zpevněná hrubými kameny. Roku 1825 byl ve vsi postaven obecní hostinec, od roku 1827 se vyučovalo ve zdejší škole a začala vyjednávání o zřízení samostatné farnosti.
Od roku 1848, kdy bylo zrušeno poddanství, náležel Krumvíř spolu s dalšími 11 obcemi k soudnímu okresu města Klobouky u Brna, který spolu s hustopečským a židlochovickým spadal pod hejtmanství v Hustopečích (s výjimkou let 1855–1868). Prvním starostou se stal František Vája, jenž ve funkci setrval do roku 1856. V roce 1855 a znovu za prusko-rakouské války roku 1866 zasáhla vesnici epidemie cholery. V roce 1867 byla zahájena stavba kostela, dne 25. června 1870 vysvěceného. V roce 1872 byla k němu vystavěna i fara. V roce 1873 pak byla zbořena stará zvonice (bývalá českobratrská modlitebna) a dva její zvony přeneseny do kostela. Obecní hostinec byl roku 1871 prodán a obec si ponechala jen část jeho stavby pro potřeby radnice. V 80. letech přestaly pracovat tři dožívající krumvířské větrné mlýny – „větřáky“. V letech 1902–1903 byla skrz nejstarší obecní část Chaloupky postavena silnice směrem k Bohumilicím a Hostěrádkám. Po tyfové epidemii roku 1907 byl zbudován izolační dům zvaný špitál, později osídlený jako obecní chudobinec. Od 15. září 1908 začaly jezdit nákladní vlaky s cukrovou řepou po nově zbudované železnici Čejč–Ždánice, od 15. února 1909 byla na trati zahájena i osobní doprava. V dubnu 1910 byl v Krumvíři založen Spořitelní a záloženský spolek Raiffeisenka. Od jara 1914 se začala stavět nová škola, ale její dokončení odsunula 1. světová válka až na rok 1916. Již počátkem září 1912 byl při vojenských manévrech ve vsi ubytován asi tisícihlavý znojemský pěší pluk č. 99. Dne 31. července 1914 přišel první povolávací rozkaz a po něm další; celkově bylo během války odvedeno přes 250 krumvířských mužů, 36 jich padlo. V roce 1917 byly pro zbrojní potřeby odevzdány dva zvony.
Spolkový život v obci se rozvíjel už od roku 1845, kdy vznikl patrně první zdejší spolek, protialkoholický Spolek střídmosti. V roce 1868 byl založen čtenářský spolek Hromovír (po smrti svého zakladatele roku 1887 postupně upadající až zaniknuvší), roku 1879 pěvecký spolek Horymír, později i dětská kapela. Z roku 1893 pochází první zpráva o místním ochotnickém divadle. Ochotnická představení pořádal jako svou kulturní složku také hasičský sbor, který byl Krumvíři založen roku 1904. Kolem roku 1908 vznikl místní odbor Národní jednoty pro jihozápadní Moravu a v roce 1910 Katolická omladina. Na jaře 1919 je doplnily oddíly tělocvičných spolků Sokol a Orel. Dne 23. října 1921 byl před starou školou odhalen pomník obětem světové války, u příležitosti 10. výročí vzniku republiky 28. října 1928 osazený bustou Tomáše G. Masaryka. Od roku 1924 byly v obci postupně dlážděny chodníky, 19. září 1927 byla dokončena elektrická rozvodní síť.
Také druhá světová válka zasáhla do života v Krumvíři. Na jaře 1942 byli kvůli židovskému původu deportování tři bratři Steinerovi se svými rodinami, od téhož roku byli obyvatelé posíláni na práci ve zbrojních a zásobovacích závodů, v letech 1943–1945 i na tzv. totální nasazení. Dne 17. dubna 1945 byla obec osvobozena Rudou armádou. U příležitosti 20. výročí byl 9. května 1965 osvoboditelům odhalen pomník před novou školou. Po poválečném odsunu Němců se 32 rodin a neupřesněný počet svobodných osob z Krumvíře zapojilo do osídlování uprázdněných obcí v okolí, zejména Popic, ale i v západních Čechách a na severní Moravě. Na podzim 1949 bylo v Krumvíři založeno strojní družstvo a následujícího roku byl ustaven přípravný výbor jednotného zemědělského družstva. V roce 1950 byl učiněn pokus o obnovu Čistého rybníka, který však už roku 1957 zanikl.

## Přírodní poměry
Krumvíř leží v mírně zvlněném terénu pod krajními výběžky jihovýchodního cípu Ždánického lesa, při soutoku Spáleného potoka a Kašnice. Nivelační značka na průčelní zdi kostela udává nadmořskou výšku obce 190 metrů, nejvyšší místo v katastru je 266 metrů při polní cestě k Násedlovicím, nejnižší 178 metrů na hranici katastru za Rovinkami. Až do 19. století zasahovalo do okrajové jižní části dnešního katastru již zaniklé Kobylské jezero, rozlévající se v nížině pod Brumovicemi, Kobylím a Bořeticemi. Poblíž obce leží přírodní rezervace Louky pod Kumstátem.
Vesnice vznikla kolonizací. Její starší část se rozkládá v mírném svahu Novorovinské hory a pod ní u potoka, novější je tvořena protáhlou průjezdní ulicí při frekventované silnici II. třídy Brno–Čejč–Hodonín.

## Národopis
Krumvíř je součástí etnografického celku Slovácko, je jednou z hraničních vesnic na pomezí slovácko-hanácké oblasti. Je jednou z 13 obcí břeclavského okresu, které spadají do oblasti dolského nářečí, podléhající slovenskému dialektickému vlivu. Krumvířský kroj je příbuzný, ne však totožný s brumovickým. V roce 1948 byl založen Slovácký krúžek, jehož činnost ustala roku 1960 a později byla obnovována.
Každý rok se zde pořádají tradiční Bartolomějské hody a každé 2 roky folklorní festival Kraj beze stínu.[zdroj⁠?!]

## Obyvatelstvo
Podle sčítání 1930 zde žilo v 303 domech 1310 obyvatel, z nichž se 1301 hlásilo k československé národnosti. Žilo zde 1219 římských katolíků, 67 evangelíků, 9 příslušníků Církve československé husitské a 10 židů.

### Struktura
Vývoj počtu obyvatel za celou obec i za jeho jednotlivé části uvádí tabulka níže, ve které se zobrazuje i příslušnost jednotlivých částí k obci či následné odtržení.
| Rok            | 1869 | 1880 | 1890 | 1900  | 1910  | 1921  | 1930  | 1950  | 1961  | 1970  | 1980  | 1991  | 2001  | 2011  | 2021  |
| -------------- | ---- | ---- | ---- | ----- | ----- | ----- | ----- | ----- | ----- | ----- | ----- | ----- | ----- | ----- | ----- |
| Počet obyvatel | 873  | 978  | 968  | 1 007 | 1 205 | 1 290 | 1 310 | 1 185 | 1 308 | 1 261 | 1 144 | 1 089 | 1 109 | 1 127 | 1 231 |
| Počet domů     | 181  | 200  | 206  | 229   | 244   | 262   | 303   | 350   | 341   | 343   | 340   | 385   | 390   | 419   | 441   |

## Obecní správa

### Obecní symboly
Na obecní pečeti kolem roku 1630 je znatelné rádlo a vinařský nůž kosíř, v 18. a do poloviny 19. století hrozen, později kosu, cep a srp. Této podobně odpovídalo i kulaté razítko užívané do konce 19. století, v letech 1910–1945 byl v razítku vyobrazen pluh.
Znak a vlajka byly obci uděleny rozhodnutím předsedy Poslanecké sněmovny Parlamentu České republiky dne 19. listopadu 2009. Znak je v rozhodnutí popsán takto: „Ve stříbrno-zeleně kosmo děleném štítě vpravo pod dvěma zvýšenými červenými břevny modrý vinný hrozen na zeleném stonku s listem, vlevo kosmo vztyčený stříbrný nůž se zlatou rukojetí.“ A podobný vzhled má i vlajka.

## Pamětihodnosti
- Kostel svatého Bartoloměje
- Kaple svatého Cyrila a Metoděje
- Vesnický dům č.p. 213 - kulturní památka, muzeum

## Osobnosti
- Josef Hanák (* 1947), kontrabasista, zpěvák, pedagog
- Milan Heča (* 1991), fotbalový brankář
- Karel Kopřiva (1930–2004), kontrabasista
- Ludvík Kratochvíl (1899–1965), akademický malíř
- Martin Polák (1891–1964), sochař
- Michal Srubjan (1870–1909), spisovatel
- Jakub Šebesta (* 1948), ministr zemědělství České republiky a ministr životního prostředí České republiky v úřednické vládě Jana Fischera
- Josef Šmukař (* 1955), zpěvák moravské lidové hudby
- Zdeněk Šmukař (* 1951), operní pěvec, docent JAMU
- Josef Valihrach (* 1956), trojnásobný držitel ocenění Vinař roku z let 2009, 2010 a 2013

## Galerie

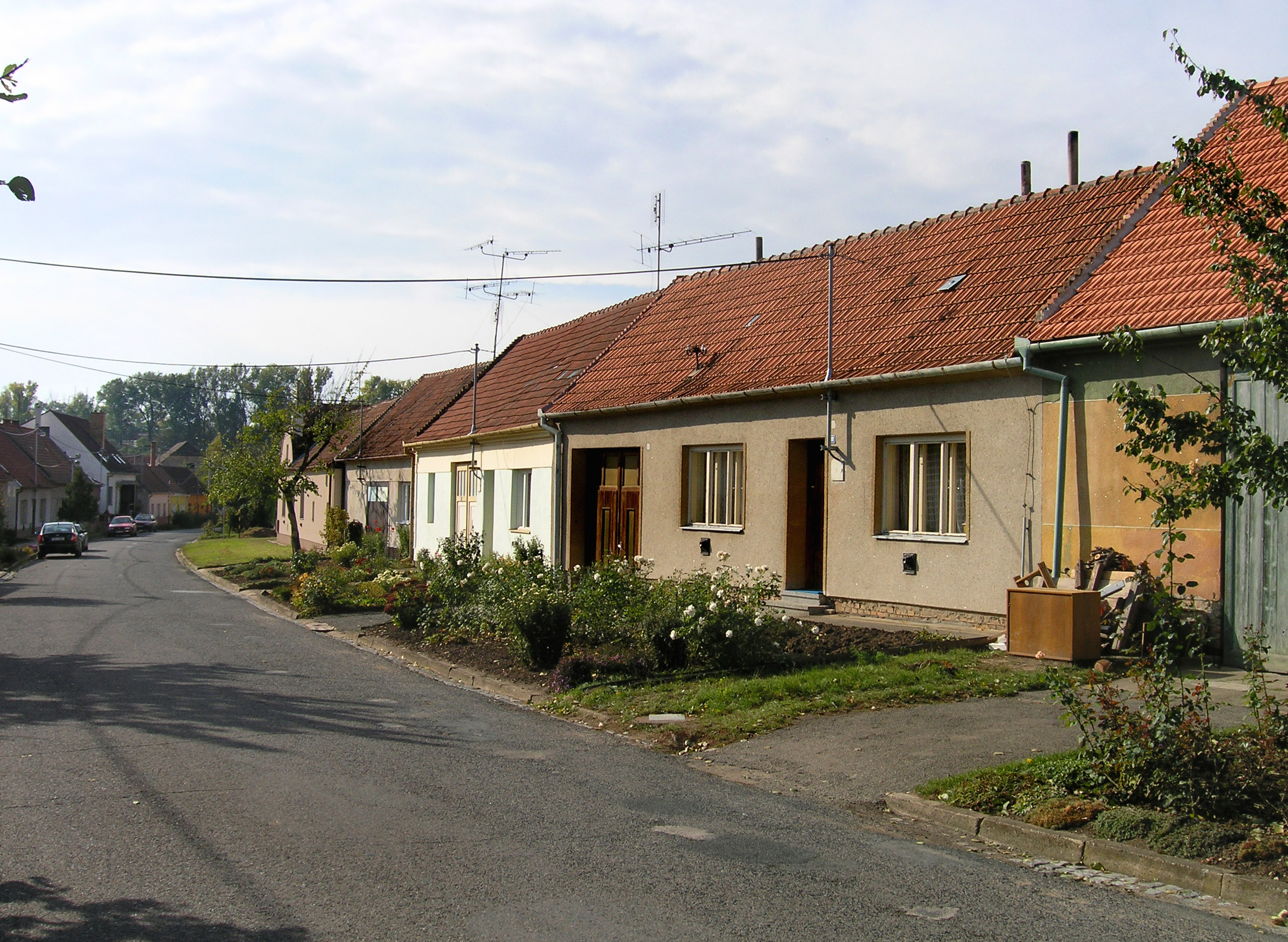
Domky v severní části
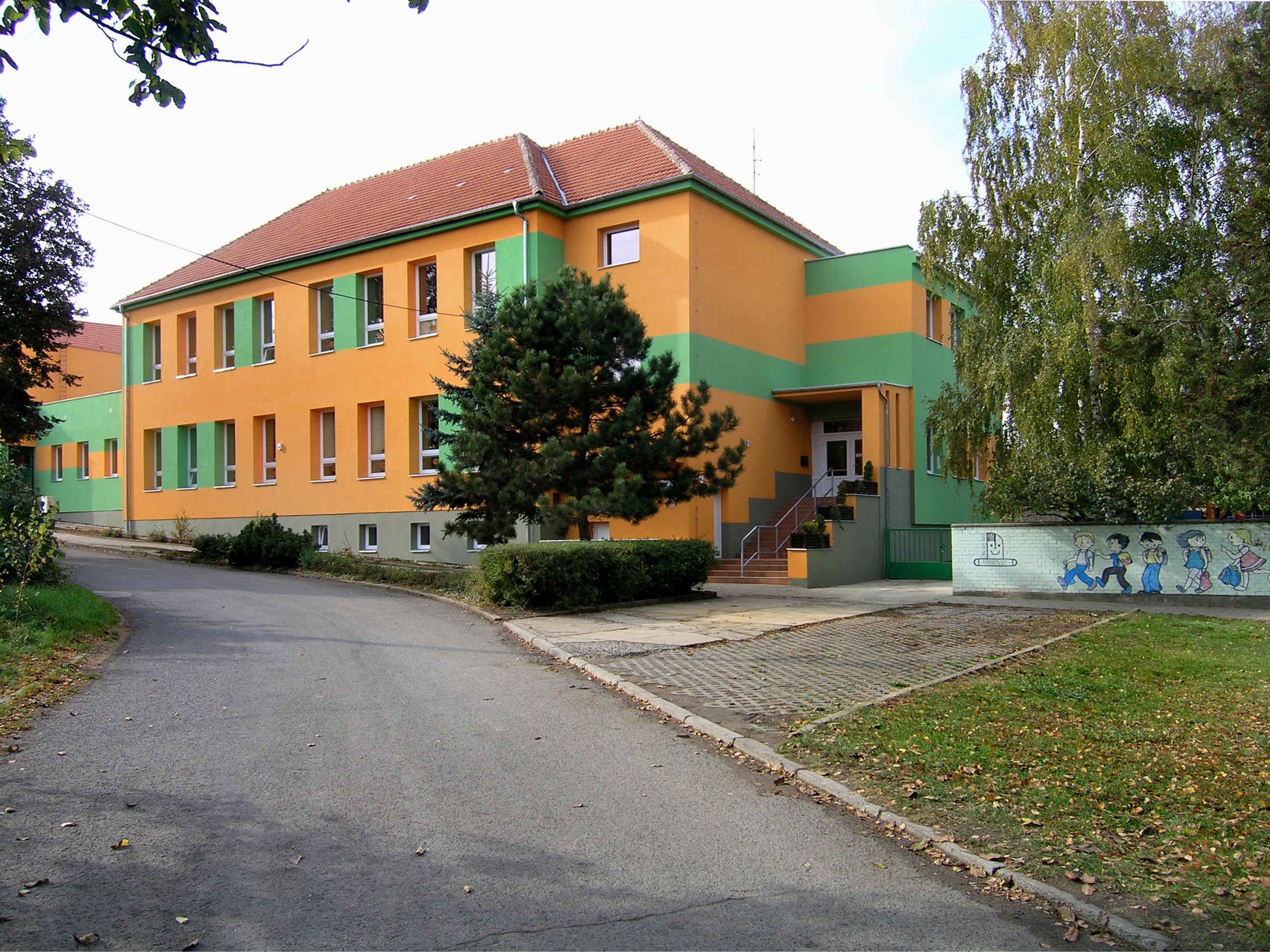
Základní škola
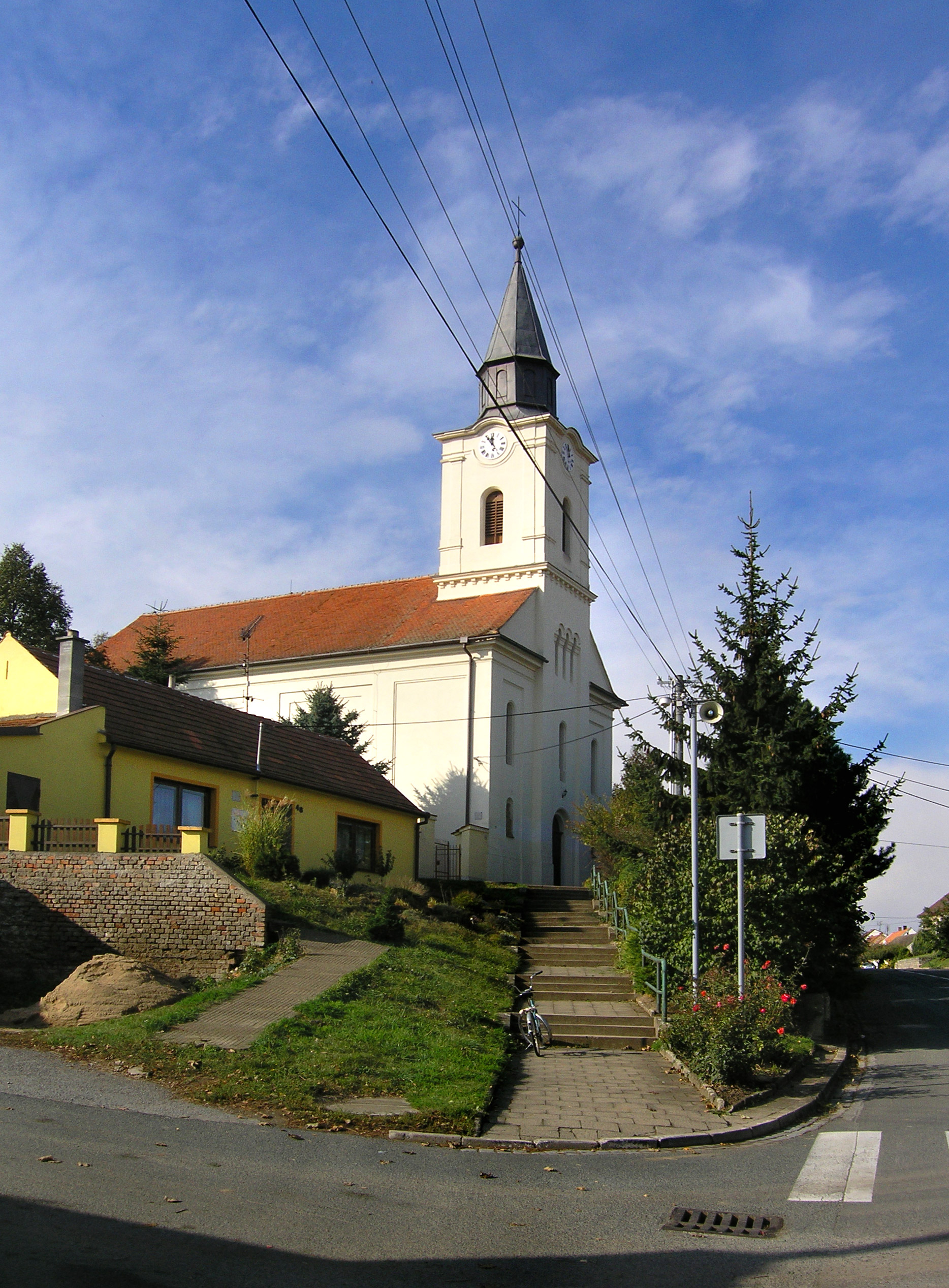
Kostel svatého Bartoloměje
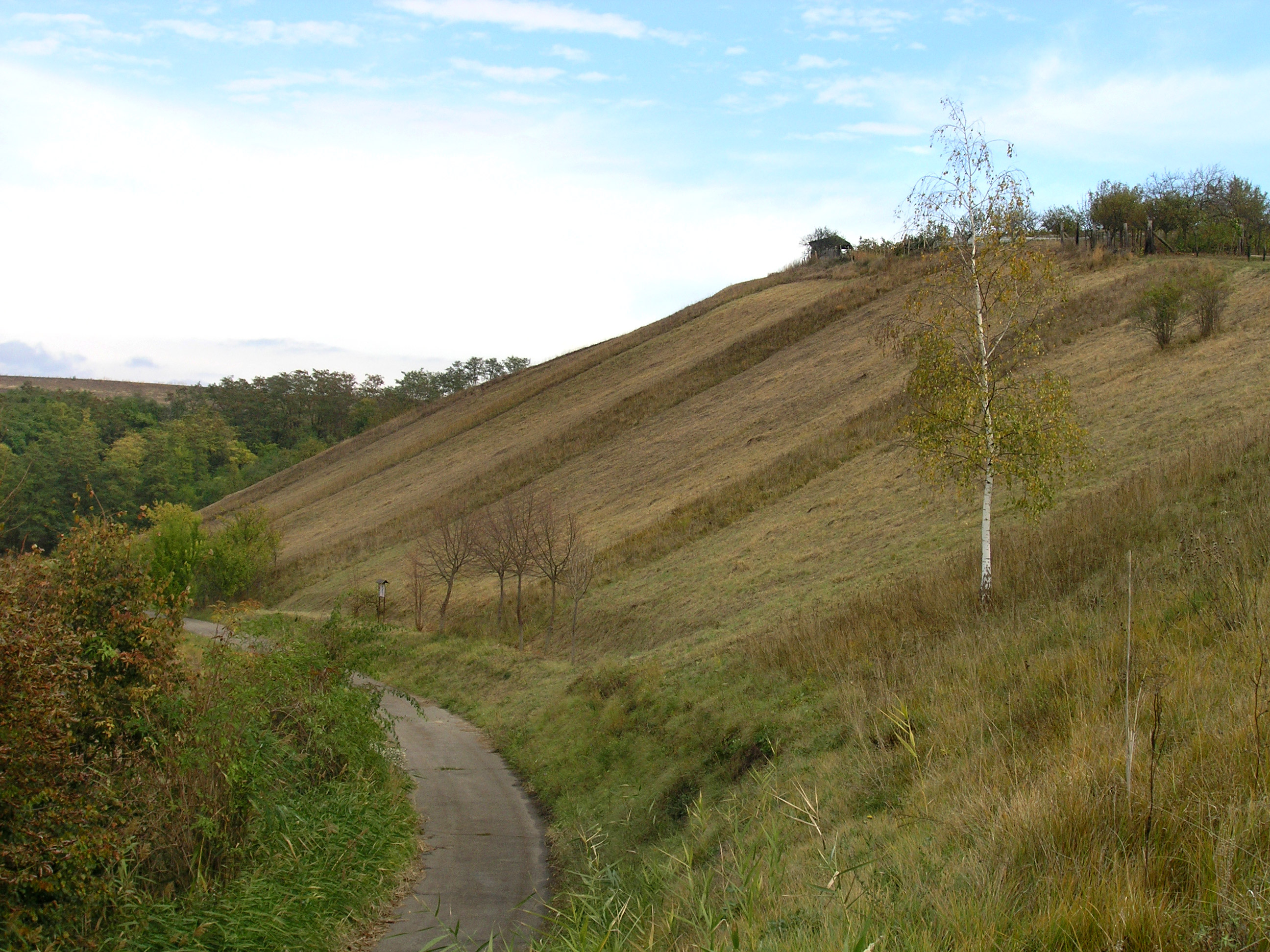
Přírodní rezervace Louky pod Kumstátem